# Comté d'Ochiltree
Le comté d'Ochiltree (anglais : Ochiltree County) est un comté situé dans l'extrême nord de l'État du Texas aux États-Unis. Le siège du comté est Perryton. Selon le recensement de 2020, sa population est de 10 015 habitants.
Le comté a une superficie de 2 378 km2, dont 2 376 km2 en surfaces terrestres.

## Comtés adjacents
|                     | Comté de Texas    | Comté de Beaver   |
| Comté de Hansford   | comté d'Ochiltree | Comté de Lipscomb |
| Comté de Hutchinson | Comté de Roberts  | Comté de Hemphill |

## Démographie
| Groupes                          | Comté d'Ochiltree | Texas | États-Unis |
| -------------------------------- | ----------------- | ----- | ---------- |
| Blancs                           | 85,6              | 70,4  | 72,4       |
| Autres                           | 10,5              | 10,6  | 6,4        |
| Métis                            | 2,4               | 2,7   | 2,9        |
| Amérindiens                      | 1,0               | 0,7   | 0,9        |
| Afro-Américains                  | 0,4               | 11,9  | 12,9       |
| Asiatiques                       | 0,3               | 3,8   | 4,8        |
| Total                            | 100               | 100   | 100        |
|                                  |                   |       |            |
| Hispaniques et Latino-Américains | 48,7              | 37,9  | 16,7       |